# Ga Jochiwon
Ga Jochiwon là ga đường sắt trên Jochiwon-eup, Sejong, Hàn Quốc.

## Dịch vụ
Hai tuyến đường sắt gồm: Tuyến Gyeongbu và Tuyến Chungbuk. Có 3 sân ga cho 5 đường ray và sân container cho tàu chở hàng.
Tất cả tàu Mugunghwa-ho và hầu hết tàu Saemaul-ho dừng tại đây.

## Bố trí ga
| ↑ Jeonui | ↑ Jeonui | ↑ Jeonui | ↑ Jeonui | ↑ Jeonui | ↑ Jeonui | ↑ Jeonui | ↑ Jeonui | ↑ Jeonui | ↑ Jeonui | ↑ Osong | ↑ Osong |
|          |          |          |          | ５４     |          |          |          | ３２     |          |         | １      |
| Bugang ↓ |          |          |          |          |          |          |          |          |          |         |         |

| １    | Tuyến Chungbuk                                               | Mugunghwa-ho                       | ← Hướng đi Cheongju · Jecheon · Yeongju →   |
| ２·３ | Tuyến Gyeongbu                                               | ITX-Saemaeul·ITX-Maum Mugunghwa-ho | → Hướng đi Daejeon · Busan · Sinhaeundae →  |
| ２·３ | Tuyến Gyeongjeon                                             | ITX-Saemaeul                       | → Hướng đi Dongdaegu · Masan · Jinju →      |
| ２·３ | Tuyến Honam                                                  | ITX-Saemaeul·ITX-Maum Mugunghwa-ho | → Hướng đi Seodaejeon · Gwangju · Mokpo →   |
| ２·３ | Tuyến Jeolla                                                 | ITX-Saemaeul·ITX-Maum Mugunghwa-ho | → Hướng đi Seodaejeon · Jeonju · Yeosu →    |
| ２·３ | Tuyến Janghang                                               | Saemaeul-ho·Mugunghwa-ho G-Train   | → Hướng đi Asan · Hongseong · Iksan →       |
| ２·３ | Tuyến Chungbuk                                               | Mugunghwa-ho                       | → Hướng đi Daejeon · Gimcheon · Dongdaegu → |
| ４·５ | Tuyến Gyeongbu · Tuyến Gyeongjeon · Tuyến Honam Tuyến Jeolla | ITX-Saemaeul·ITX-Maum Mugunghwa-ho | ← Hướng đi Suwon · Yongsan · Seoul          |